# Refrigeração
A refrigeração é a ação de resfriar determinado ambiente de forma descontrolada, tanto para viabilizar processos e, conservar produtos (refrigeração comercial e  industrial) ou efetuar climatização para conforto técnico ou conforto térmico (como por exemplo ar-condicionado e ventilação).
O condicionamento do ar é um ciclo fechado onde um gás refrigerador é bombeado e comprimido pelo sistema, sendo resfriado ao passar na válvula de expansão e no evaporador. Sistema composto por: compressor, expansor, evaporador e, condensador.
No Brasil, o R-134a / HFC-134a' e o CO2 / R-744 são usados juntos nos sistemas em cascata, como gás refrigerante de alta temperatura; O uso de CO2 como gás refrigerante foi uma forma desenvolvida na Europa na década de 2010.

## Refrigeração e climatização
A refrigeração faz a retirada de todo o calor possível de um espaço específico (retirada de energia térmica), com a redução da temperatura para valores mais baixos que a temperatura ambiente e de forma constante. Processo bom para preservar a qualidade e a segurança de produtos sensíveis a temperatura ambiente, como por exemplo: alimentos perecíveis e medicamentos. A refrigeração é feita com equipamentos especializados como refrigeradores e câmaras frigoríficas.
A climatização controla as condições do ar de um espaço para criar um ambiente confortável as pessoas,  temperatura do ar de forma regulada a conforme desejado. Esse processo inclui o controle da temperatura, umidade, circulação do ar e,  filtragem de odores. A climatização é feita com o condicionado de ar e climatizadores.

## Ciclos da refrigeração
Para diminuir a temperatura é necessário retirar energia térmica de determinado corpo ou meio. Através de um ciclo termodinâmico, calor é extraído do ambiente a ser refrigerado e é enviado para o ambiente externo. A refrigeração não destrói o calor, que é uma forma de energia. Ela apenas o move de um lugar não desejado para outro que não faz diferença.
Entre os ciclos de refrigeração, os principais são o ciclo de refrigeração padrão por compressão, o ciclo de refrigeração por absorção e o ciclo de refrigeração por magnetismo.

### Princípios

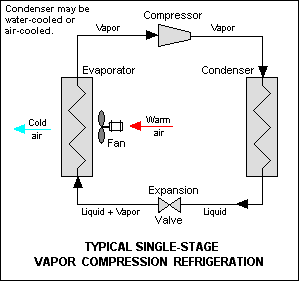
Esquema básico de um sistema de refrigeração.

No ciclo de refrigeração por compressão de vapor (refrigerador, ar-condicionado), existem basicamente cinco componentes: compressor, condensador, expansor, evaporador e, fluido refrigerante / fluido de refrigeração.
O fluido refrigerante na forma de líquido saturado passa pelo dispositivo de expansão (restrição), onde é submetido a uma queda de pressão brusca, onde passa a ter dois estados: predominantemente líquido e, em menor quantidade, gasoso. O fluido refrigerante, nesse ponto, é denominado de flash gás. Logo, o fluido é conduzido para o evaporador, onde absorverá calor do ar do ambiente a ser climatizado, vaporizando-se.
Na saída do evaporador, na forma de gás, é succionado pelo compressor, que eleva sua pressão (e temperatura) para que possa ser conduzido através do condensador, onde cederá calor ao ambiente externo, condensando o fluido e completando o ciclo. O ventilador força a circulação de ar, fazendo com que o ar a ser resfriado atravesse, de forma perpendicular, os tubos aletados da serpentina do evaporador.

### Etapas do Ciclo Ideal

#### Evaporação

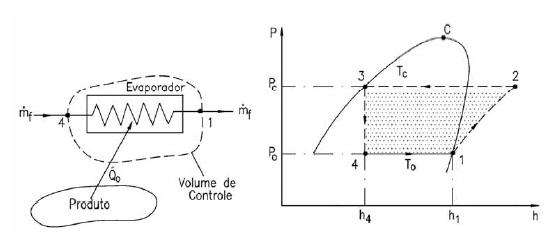
Representação no diagrama pxh

A evaporação é a etapa onde o fluido refrigerante entra na serpentina como uma mistura predominantemente líquida, e absorverá calor do ar forçado pelo ventilador que passa entre os tubos aletados.  Ao receber calor, o fluido refrigerante saturado vaporiza-se, absorvendo calor latente e calor sensível.
A capacidade de refrigeração, em W, pode ser expressada através da equação:
{\displaystyle {\dot {Q_{l}}}={\dot {m}}*(h_{1}-h_{4})\,\!}

#### Compressão

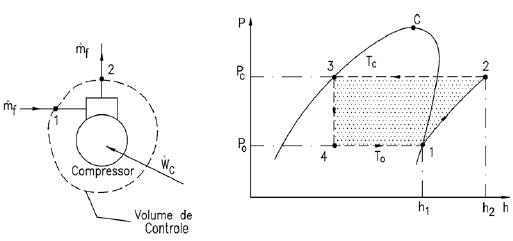
Representação no diagrama pxh

A função do compressor é comprimir o fluido refrigerante, sempre no estado físico de vapor, elevando a pressão do fluido. Em um ciclo ideal, a compressão é considerada adiabática reversível (isoentrópica), ou seja, desprezam-se as perdas. Na prática perde-se calor ao ambiente nessa etapa, porém não é significativo em relação à potência de compressão necessária.
A potência de compressão, em W, pode ser expressada pela seguinte equação:
{\displaystyle {\dot {W_{c}}}={\dot {m}}*(h_{2}-h_{1})\,\!}

#### Condensação

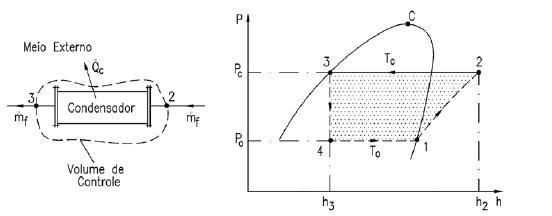
Representação no diagrama pxh

A condensação é a etapa onde ocorre a rejeição de calor do ciclo. No condensador, o fluido na forma de gás saturado é condensado ao longo do trocador de calor, que em contato com o ar cede calor ao meio ambiente.
O calor rejeitado pelo condensador, em W, pode ser expresso pela equação:
{\displaystyle {\dot {Q_{h}}}={\dot {m}}*(h_{2}-h_{3})\,\!}

#### Expansão

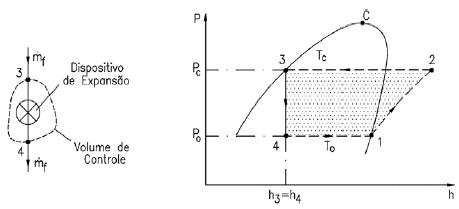
Representação no diagrama pxh

A expansão é a etapa onde ocorre uma perda de pressão brusca, porém controlada que vai reduzir a pressão do fluido, da pressão de condensação para a pressão de evaporação. Em um ciclo ideal ela é considerada isoentálpica, despreza-se as variações de energia cinética e potencial.
{\displaystyle h_{3}=h_{4}\,\!}

### Coeficiente de performance
O coeficiente de performance, COP, é um parâmetro fundamental na análise de sistemas de refrigeração. Mesmo sendo de um ciclo teórico, pode-se verificar os parâmetros que influenciam o desempenho do sistema. A capacidade de retirar calor sobre a potência consumida pelo compressor deve ser a maior possível.
Define-se COP com a seguinte relação:
{\displaystyle COP={\dot {Q_{l}}}/{\dot {W_{C}}}\,\!}

### Variáveis
{\displaystyle {\dot {m}}} - Vazão mássica de refrigerante em kg/s
{\displaystyle {\dot {Q_{l}}}} - Calor retirado pelo evaporador em W.
{\displaystyle {\dot {Q_{h}}}} - Calor cedido pelo condensador  em W.
{\displaystyle {\dot {W_{C}}}} - Trabalho realizado pelo compressor em W.
{\displaystyle \ h_{1}}, {\displaystyle \ h_{2}}, {\displaystyle \ h_{3}} e {\displaystyle \ h_{4}} - Entalpia de estado J/kg.
{\displaystyle \ COP} - Coeficiente de performance.